# Schème (linguistique)
En linguistique, dans les langues utilisant un abjad (hébreu ou arabe par exemple), le schème (aussi appelé thème) est la partie du mot complémentaire à la racine ; il s'agit de l'ensemble de consonnes et/ou de voyelles qui « habillent » les consonnes de la racine afin de former des mots. Par exemple, la racine « ك ت ب » KTB (« écrire ») associée au thème [*â*a*a] (« action réciproque ») donne « كاتَبَ » KâTaBa (« s’échanger une correspondance »).
Ce système de transfixes (patrons) et racines (à trois lettres) se trouve au cœur de la morphologie des langues sémitiques, et il est plus particulièrement prégnant dans le cas de l'arabe classique.

## Racines et schèmes
Dans leur grande majorité, les mots du vocabulaire des langues sémitiques sont construits autour d'une racine, une unité abstraite minimale composée exclusivement de consonnes, le plus souvent trilitère, c'est-à-dire composée de trois consonnes. Ces racines abstraites, de l'ordre de 5 000, sont modulées par des schèmes dont le nombre est de l’ordre de quelques centaines, pour donner les mots effectivement utilisés dans le discours.
Par exemple, en arabe :
- La racine KTB (« écrire ») croisée avec le schème [*â*a*a] (« action réciproque ») donne kâtaba كاتَبَ, « s’échanger une correspondance »,
- La même racine KTB (« écrire ») croisée avec un schème [ma**û*] (participe passif, « ce qui est dans cet état ») donne maktûb مَكتوب, « ce qui est écrit », ⇒ « le destin ».
- Une autre racine F3L (« réaliser, agir ») croisée avec ce même schème [ma**û*] donne maf3ûl مَفعول, « ce qui est agi » = « patient, passif ».

La construction de familles de mots n'est pas inconnue en français, comme dans la série « lard, larder (action), lardoir (outil ou lieu), lardeur (agent), etc. » ; mais le procédé est systématique et relativement régulier dans les langues sémitiques.
Par exemple, en arabe, chaque forme verbale est associée à un participe actif, désignant l'acteur de l'action, et un participe passif désignant son objet. Le schème du participe actif pour un verbe à la forme de base, [*â*i*un], et [*â*i*atun] au féminin, correspondrait sémantiquement au suffixe « -eur, -euse » que l'on peut potentiellement ajouter à tout verbe d'action en français. Mais en arabe, cet ajout est régulier et valable pour tous les verbes de cette forme ; alors qu'en français il y aura de nombreuses irrégularités : plutôt qu'un « *écrireur » on dit un « écrivain », et plutôt qu'une « *chasseuse » on parle de « chasseresse ».
Les mots (nom, verbe, adjectifs) ainsi obtenus sont ensuite déclinés suivant leur fonction grammaticale, suivant un mécanisme similaire de transformation préfixe et suffixe.
D’une certaine manière, la racine sémitique paraît subir une double déclinaison par rapport à une racine primitive : l’application d’un schème lexical, donnant l'entrée lexicale théorique, puis celle d’un schème grammatical, donnant la forme effectivement produite dans le discours. Ce système de racine-schème se révèle un outil pédagogique très efficace pour le non-arabophone qui apprend la langue, car il permet d’enrichir rapidement le vocabulaire connu et, souvent, de deviner le sens de mots qui n’ont pas encore été appris. Dans cette vision, le lexique virtuel est conçu comme le produit d'un premier « alphabet » de notions générales, les racines, et d'un second « alphabet » de spécifications, les schèmes.
Cette représentation, qui n‘est pas sans faire penser au projet leibnitzien d‘un alphabet général des idées, soulève un grand nombre de difficultés, la plupart des dérivations morphologiques étant basées sur des relations entre formes internes à la racine.
Une autre difficulté est de projeter sur la même « racine » des mots sémantiquement disjoints : les mots jamal « chameau », joumla « somme, ensemble » et jamil « beau » ont tous la même « racine » J-M-L, mais appartiennent clairement à trois familles lexicales différentes.
Le système de dérivation lexical arabe transfère le sens d'un mot à un autre de la même famille, non du croisement d'un schème par une racine. La racine n'est pas une origine étymologique, mais traduit l'invariant de ces transformations, qui fait que les mots liés par la dérivation conservent un « air de famille ».

## Notation conventionnelle
De même que la racine, le schème n'a pas d'existence explicitée dans la langue, et n'est pas prononçable en tant que tel.
Un schème est décrit à travers l'effet qu'il a sur une racine généralement trilitère.
En grammaire traditionnelle, le schème est représenté en l'appliquant à une racine conventionnelle. Les anciens grammairiens juifs' ont adopté une nomenclature particulière pour décrire les racines trilitères. Ils ont pris pour base, conventionnellement, le verbe פעל (pa'al), qui signifie « faire », « fabriquer ».
Les grammairiens arabes utilisent exactement le même procédé, en utilisant pour leur part les consonnes fâ' - ‘ayn - lâm (ف ع ل), qui constituent par ailleurs une racine réelle exprimant l'idée de « faire ».
En arabe, face à un mot comme مَكْتُوبٌ  (maktûbũ : chose écrite, destinée), l'analyse se fera en disant qu'il s'agit de la « racine » كَتَبَ  (kataba : écrire) et que la « mesure » du mot est ici مَفْعُولٌ (maf3ûlũ), c'est-à-dire que le schème [ma**û*ũ] est nommé à travers son application à la racine  ف ع ل (action).
Cette représentation traditionnelle n'est pas pratique pour des claviers occidentaux, et d'autres représentations conventionnelles peuvent aisément être adoptées. Ce peut être une représentation totalement conventionnelle de la racine, comme  [ma**û*ũ] (comme ci-dessus), où les trois radicales sont remplacées par des astérisques, ou encore [ma12û3ũ]  ou les trois consonnes radicales sont figurées par des chiffres. Des chiffres ont parfois nécessaire pour représenter des schèmes plus rares, où l'une ou l'autre des consonnes radicales est dédoublées, comme dans إِفْعَوْعَلَ, de forme [12aw2a3a].

## Description morphologique
En morphologie linguistique, les schèmes sont décrits comme des transfixes, c'est-à-dire un affixe discontinu ou « brisé » qui s'insère dans une racine.
À la différence de préfixes (re+voir) ou suffixes (jardin+et), les composants phonétiques de cette classe d'affixes ne forment pas une seule unité (c'est-à-dire ne se suivent pas directement) lorsqu'ils se présentent dans un mot, mais entourent ou s'intercalent dans les phones de la racine. Celle-ci est souvent une suite de trois lettres ayant un sens abstrait, même si des racines à deux ou quatre lettres existent.
L'effet d'un schème noté [ma**û*ũ] sera ainsi, par rapport aux trois consonnes radicales notées 1, 2 et 3 :
- Un "m" portant un "a" sera inséré devant la première consonne radicale ;
- La première consonne radicale ne portera pas de voyelle ;
- La deuxième consonne radicale portera un "u", et celui-ci sera prolongé ("û", se traduisant graphiquement par un waw intercalaire) ;
- La troisième radicale est suivie de la déclinaison, ici (en arabe classique) celle d'un nom au nominatif singulier (cette déclinaison est élidée en arabe courant).

On notera que l'effet d'un schème ne se limite pas à modifier les voyelles (ou absences de voyelles, ou redoublements de consonnes), mais conduit aussi à intercaler des lettres supplémentaires dans la racine :
- Lettre effective, comme le "m" de  [ma**û*ũ] ;
- ou signe de prolongation d'une voyelle, comme le "w" qui allonge le "u" de   [ma**û*ũ] ;
- un schème peut parfois dédoubler une consonne radicale, voire insérer d'autres lettres serviles au milieu du dédoublement.

En arabe, les lettres qui peuvent avoir été rajoutées par un schème sont appelées « lettres serviles ». Elles sont en nombre très limité. Il y a six lettres réellement serviles : alif et hamza (ا   أَ إ), tâ (ت  ـَة), mîn م, nûn ن, wâw و et yâ ي.  Les grammairiens joignent à ces lettres, réellement formatives, d'autres lettres qui ne sont que des prépositions et conjonctions préfixes ou des pronoms affixes, ce sont : tâ ت, kâf ك, lem ل, fâ ف et sîn س. Ces particules se joignent effectivement au mot, mais elles n'ont pas plus d'influence sur sa forme caractéristique, que n'en ont chez nous « l' » dans « l'opinion », « d' » dans « place d'arme », etc.
Les autres lettres sont dites « radicales », dans le sens où lorsqu'elles apparaissent dans un mot, elles font nécessairement partie de la racine. Inversement, une lettre « servile » peut faire partie de la racine, ou avoir été apportée par le schème.

## Description sémantique
Une racine représente une notion définie, et tant qu'elle n'a pas reçu un habillage de voyelles et de consonnes, elle est imprononçable.
En principe, la racine n'est ni verbale, ni nominale.
Il faut qu'elle soit incorporée dans un schème verbal ou nominal pour devenir un verbe ou un nom. Les schèmes permettent de dériver les différents éléments de la langue : verbes, substantifs et adjectifs, adverbes... 
La forme du schème détermine la nature grammaticale du mot, et détermine souvent sa sémantique. Cependant, la sémantique n'est que rarement absolue, et se détermine souvent par rapport à un terme supposé premier. La dérivation s‘opère toujours à partir d‘un nom, d‘un déverbal ou d‘un verbe, et elle consiste en une dérivation sémantique autant qu‘en une dérivation formelle. Les grammairiens arabes pratiquent une dérivation de mot à mot : la base première donne un mot, pris à son tour comme base d’un deuxième et ainsi de suite. Si l’on ouvre un des plus grands dictionnaires classiques, le Lisān al-‘Arab de Ibn Manẓūr (mort en 711/1311), on verra tout de suite que la « racine » est une entrée purement formelle d’article et que dans le corps même de l’article, on ne parle jamais de racine, mais toujours et seulement de relations entre mots.
Un exemple typique et très fréquent est celui de l'adjectif relatif, qui se forme principalement par l'ajout d'un suffixe ـِيٌّ (-iyyun) à un terme (outre quelques transformations éventuelles de voyelles). De ce fait, toutes les formes se terminant en ـِيٌّ sont toujours des adjectifs, qualifiant un homme (ou parfois un objet) « relatif » à quelque chose dont le nom s'obtient (en gros) en éliminant ce suffixe. Par exemple, à partir de كُتُبٌ (kutubũ, collection de livre) on formera كُتُبِيٌّ (kutubiy²ũ) : homme des livres, celui qui s'occupe des livres, donc spécifiquement un relieur (kataba signifie originellement « nouer ») ou un marchand de livres. Sur la même racine, on aura كِتَابٌ (kitâbũ, livre au singulier) donnant كِتَابِيٌّ (kitâbiy²ũ) : homme du Livre (Bible), un juif. On voit sur ce dernier exemple que la sémantique ne peut pas se réduire uniquement à une information portée par le schème, mais que la dérivation suppose une connaissance du contexte social pour être compréhensible : l'expression signifiant un « homme du livre » est grammaticalement construite sans ambiguïté, mais sera incompréhensible pour qui ne sait pas que « la Bible » est « le Livre » premier pour les Juifs, et que ce fait est reconnu y compris par les arabes.
Le nom du temps ou du lieu de l'action peut être de la forme [ma**i*ũ], ou [ma**a*ũ], suivant que l'inaccompli est en "a" ou en "i". Il est clair que, pour former le nom de temps et de lieu, on ne croise pas simplement la racine et le schème maCCvC, mais on doit "regarder" l'inaccompli.
Ce « terme premier » par rapport auquel le schème forme un dérivé n'est pas nécessairement univoque, ce qui peut conduire à des polysémies. Ainsi, en arabe, le schème [ma**a*ũ] peut désigner le cadre d'une action (lieu ou temps où elle est accomplie), ou bien un lieu où l'objet se trouve en abondance. Son sens dépend donc de ce à quoi on se réfère : pour un radical comme ف ت ح (f-t-H), le mot مَفْتَحٌ  (maftaHũ) peut renvoyer à l'action de فَتَحَ  (fataHa) = ouvrir, inaugurer, décider. Ce terme de base étant polysémique, le dérivé peut donc être un lieu de décision (quartier général?), le lieu où se fait l'ouverture (le sas d'entrée?) ou le temps d'une inauguration (?). Ce peut être aussi un lieu où un objet de racine  ف ت ح (f-t-H) se trouve en abondance. Est-ce une abondance de فُتْحَى  (futHé) = vent, un lieu venté? de فُتْحَةٌ  (futH@ũ) = vanité ? cette dernière hypothèse est plus probable, sachant que le sens propre de مَفْتَحٌ  (maftaHũ) est (d'après le dictionnaire) « trésor », et de là, « garde-meuble ».
C'est souvent le schème lui-même qui peut être polysémique. Ainsi, en arabe, le schème [*a*²a*a] (deuxième forme verbale) peut avoir plusieurs sens :
- Sens intensif d'un verbe d'action : L’action est faite avec exagération et/ou est répétée ; faite à fond, énergiquement. L’intensité peut référer au sujet, à l’objet, au nombre ou aux circonstances.
- Sens factitif ou causatif d'un verbe d'action : faire faire une action à quelqu’un ou quelque chose.
- Forme déclarative par rapport à un qualificatif : Le déclaratif impose à son objet non pas une action, comme pour le factitif ou causatif, mais une qualité.
- Sens dénominatif à partir d’un nom : l'action signifie faire ou produire la chose correspondante, ou avoir une activité en rapport avec cet objet.

Ces sens multiples peuvent se retrouver lorsque le schème est appliqué à une racine unique, conduisant à un mot polysémique. Ainsi, pour la racine ح م ر (« relatif à la couleur rouge, excessif, âne ») on pourra trouver pour حَمَّرَ (Ham²ara), réalisation sur cette racine du schème [*a*²a*a], les sens suivants :
- Traiter quelqu'un d'âne, l'appeler âne, forme déclarative de حِمَارٌ (Himârũ) (« âne »).
- Parler la langue himyarite, sens dénominatif, de حِمْيَرُ (Himyaru) (« Himyar fils de Saba ; Himyarites »).
- Couper en petits morceaux comme chair à pâté, sens intensif de حَمَرَ (Hamara) (« écorcher »).
- Donner à quelqu'un fort peu, autant qu'il suffirait à un oiseau, forme déclarative figurée de حُمَّرٌ (Hum²arũ) (« sorte de passereau à tête rouge »).
- Écrire ou marquer quelque chose en encre rouge, en rouge, sens causatif de حُمْرَةٌ (Humr@ũ) (« couleur rouge ; intensité »).

## Schème et abjad
Dans ces langues sémitiques, l'information sémantique essentielle est donc portée par les consonnes, qui contiennent la racine. Les voyelles ne dépendent que du schème, et ne porte qu'une information secondaire sur la fonction lexicale ou grammaticale du mot.
Du fait de cette structure consonantique des langues sémitiques, l'écriture note plus particulièrement la sémantique d'ensemble, à la manière d'un idéogramme, laissant en grande partie au lecteur le soin de traduire la lecture en langage courant. C'est ce qui est à l'origine des abjads. De ce fait, un mot écrit peut généralement admettre plusieurs lectures suivant la répartition (ou l'absence) de voyelles et de redoublement de consonne, et s'apparente souvent à une sténographie : il faut pouvoir lire correctement un texte pour le comprendre, et il faut comprendre un texte pour le lire correctement ; seule une bonne connaissance de la langue permet de déterminer le bon mot en fonction du contexte.
Les voyelles peuvent cependant apparaître sous forme de diacritiques dans certains textes à caractère didactique (Thorah, Coran, apprentissage de la lecture, dictionnaires).